# Siskiyou County
Siskiyou County ([ˈsɪskjuː]) is een van de 58 county's in de Amerikaanse deelstaat Californië. Siskiyou ligt in het uiterste noorden van de staat en is met een oppervlakte van 16.440 km² een van de grootste county's. Volgens de volkstelling van 2010 woonden er 44.900 mensen. De county seat en het grootste stadje van dit dunbevolkte gebied is Yreka. Andere stadjes zijn Mount Shasta (op de flanken van de gelijknamige vulkaanberg), Weed, Dunsmuir en Montague.
Siskiyou County maakt deel uit van de regio Shasta Cascade op de grens met Oregon. Er is heel wat natuur, waardoor het een vakantiebestemming is voor wie op zoek is naar outdoor-avontuur in de regio. Daarnaast is er erfgoed gerelateerd aan de Californische goldrush. De belangrijkste verkeersas is Interstate 5, die de county van noord naar zuid doorsnijdt en zo de verbinding legt met de stedelijke gebieden in beide richtingen.

## Geografie
De county heeft een totale oppervlakte van 16.440 km², waarvan 157 km² of 0,96% oppervlaktewater is.

### Aangrenzende county's
- Del Norte County - westen
- Humboldt County - zuidwest
- Trinity County - zuiden
- Shasta County - zuiden
- Modoc County - oosten
- Klamath County in Oregon- noorden
- Jackson County in Oregon - noorden
- Josephine County in Oregon - noordwest

### Steden en dorpen
| - Big Springs - Callahan - Carrick - Clear Creek - Dorris - Dunsmuir - Edgewood - Etna - Forks of Salmon - Fort Goff - Fort Jones - Gazelle | - Greenview - Grenada - Hamburg - Happy Camp - Hilt - Hornbrook - Horse Creek - Klamath River - Lake Shastina - Macdoel - McCloud | - Montague - Mount Hebron - Mount Shasta - Mugginsville - Sawyers Bar - Seiad Valley - Tennant - Thompson Creek - Tulelake - Weed - Yreka |

## Geboren
- Eric Pianka (1939-2022), herpetoloog en evolutionair ecoloog